# Покальчук Олег Володимирович
Олег Володимирович Покальчук (нар. 19 вересня 1955, м. Луцьк, Українська РСР) — український письменник, соціальний психолог. Член Національної спілки письменників України. Молодший брат письменника і перекладача Юрія Покальчука. Онук статського радника, діяча УНР Павла Тушкана.

## Життєпис
Народився в сім'ї краєзнавця та діалектолога Володимира Покальчука.
Закінчив біологічний і психологічний факультети Київського державного університету ім. Тараса Шевченка.
Навчався в Московському літературному інституті ім. О. М. Горького, проходив стажування в Київському Інституті літератури імені Тараса Шевченка. Працював викладачем зарубіжної літератури в Луцькому педагогічному інституті.
До вересня 2006 року працював головним спеціалістом прес-служби Кабінету Міністрів України.
Перекладав вірші з польської, іспанської, англійської, литовської мов.